# Per Olof Bäckström
Per Olof Bäckström, född den 21 december 1806 i Stockholm, död där den 12 maj 1892, var en svensk ämbetsman och historisk författare. Han var far till skalden och publicisten Edvard Bäckström.
Bäckström blev 1822 student vid Uppsala universitet, tog 1828 kansliexamen, ingick 1829 som extra ordinarie amanuens i Kungliga biblioteket och utnämndes 1833 till kopist i kungliga kansliets kolonialdepartement, där han 1838 befordrades till protokollssekreterare. 
År 1840 utnämndes han till notarie i förvaltningen av sjöärendena samt blev 1845 tillförordnad och 1853 ordinarie amiralitetskammarråd, från vilket ämbete han tog avsked 1879. Under riksdagarna 1840–1858 var han sekreterare i expeditionsutskottet, och 1862–1867 hade han samma befattning i konstitutionsutskottet. 
Bäckström gjorde sig känd som en flitig författare och samlare, företrädesvis på det historiska området. Han är allra mest känd för Berättelser ur svenska historien (12 band, 1875–1881), fortsättningen på det av C.G. Starbäck påbörjade arbetet.
Bäckström var även stormästare i Par Bricole 1878-1891.